# 21269 Bechini
21269 Bechini este un asteroid din centura principală de asteroizi.

## Descriere
21269 Bechini este un asteroid din centura principală de asteroizi. A fost descoperit pe 6 iunie 1996 la San Marcello Pistoiese de Luciano Tesi și Andrea Boattini. Asteroidul prezintă o orbită caracterizată de o semiaxă mare de 2,27 ua, o excentricitate de 0,19 și o înclinație de 6,3° în raport cu ecliptica.